# Bergazo
Bergazo (llamada oficialmente San Fiz de Bergazo) es una parroquia y una aldea española del municipio de Corgo, en la provincia de Lugo, Galicia.

## Otras denominaciones
La parroquia también es conocida por los nombres de San Pedro de Bergazo y San Pedro Félix de Bergazo.

## Organización territorial
La parroquia está formada por dos entidades de población, constando una de ellas en el nomenclátor del Instituto Nacional de Estadística español:
- Bergazo
- Serín

## Demografía
Gráfica demográfica de la aldea y parroquia de Bergazo según el INE español:
| Gráfica de evolución demográfica de Bergazo entre 2000 y 2019 |
|                                                               |
| Datos según el nomenclátor publicado por el INE.              |